# Warfield (Kentucky)
Warfield è un comune degli Stati Uniti d'America, situato nello Stato del Kentucky, nella contea di Martin.